# Сущёвско-Марьинский район
Сущёвско-Ма́рьинский райо́н — район Москвы, существовавший с мая-июня 1917 года по начало 1920-х годов. Находился на севере Москвы, охватывая территорию Сущёвского, Марьинского и Алексеевского комиссариатских участков.
Население — около 227 000 человек, свыше 100 промышленных предприятий, около 20000 рабочих, в том числе половина из них — металлисты.
В районе находились: Савёловский вокзал, Миусский трамвайный парк, типография Кушнерёва (позже переименована в «Красный пролетарий»).
В начале 1920-х годов Сущёвско-Марьинский район был упразднён.